# Diecezja Jalpaiguri
Diecezja Jalpaiguri – diecezja rzymskokatolicka w Indiach. Została utworzona w 1952 z terenu diecezji Dinajpur.

## Ordynariusze
- Amerigo Galbiati (1952–1967)
- Francis Ekka(1967–1971)
- James Anthony Toppo (1971–2004)
- Clement Tirkey (2006–2025)
- Fabian Toppo (od 2025)